# NASCAR Whelen Euro Series 2014
Navigation
Édition précédente Édition suivante
La saison 2014 des NASCAR Whelen Euro Series est la sixième saison de ce championnat et se déroule du 12 avril au 12 octobre 2014 sur un total de six manches,.

## Calendrier
| N° | Date            | Événement      | Circuit                          | Lieu      | Pays        |
| -- | --------------- | -------------- | -------------------------------- | --------- | ----------- |
| 1  | 12&13 avril     | Valencia       | Circuit de Valence Ricardo Tormo | Cheste    | Espagne     |
| 2  | 7&8 juin        | Brands Hatch   | Circuit de Brands Hatch          | Longfield | Royaume-Uni |
| 3  | 6&7 juillet     | Tours Speedway | Tours Speedway                   | Tours     | France      |
| 4  | 19&20 juillet   | Nürburgring    | Nürburgring                      | Nürburg   | Allemagne   |
| 5  | 20&21 septembre | Magione        | Autodromo dell'Umbria            | Magione   | Italie      |
| 6  | 11&12 octobre   | Le Mans        | Circuit Bugatti                  | Le Mans   | France      |

## Résultats
| Manche | Manche     | Evenement      | Pole position        | Meilleur tour        | Pilote vainqueur     | Équipe gagnante          |
| ------ | ---------- | -------------- | -------------------- | -------------------- | -------------------- | ------------------------ |
| 1      | C1 Élite 1 | Valencia       | Bert Longin          | Ander Vilariño       | Yann Zimmer          | TFT-Moser Vernet         |
| 1      | C1 Élite 2 | Valencia       | Neal Van Vaerenbergh | Neal Van Vaerenbergh | Neal Van Vaerenbergh | PK Carsport              |
| 1      | C2 Élite 1 | Valencia       | Ander Vilariño       | Ander Vilariño       | Ander Vilariño       | TFT - Banco Santander    |
| 1      | C2 Élite 2 | Valencia       | Neal Van Vaerenbergh | Neal Van Vaerenbergh | Neal Van Vaerenbergh | PK Carsport              |
| 2      | C1 Élite 1 | Brands Hatch   | Eddie Cheever III    |                      | Eddie Cheever III    | CAAL Racing              |
| 2      | C1 Élite 2 | Brands Hatch   | Marsilio Canuti      |                      | Wilfried Boucenna    | OverDrive                |
| 2      | C2 Élite 1 | Brands Hatch   | Ander Vilariño       |                      | Ander Vilariño       | TFT - Banco Santander    |
| 2      | C2 Élite 2 | Brands Hatch   | Wilfried Boucenna    |                      | Wilfried Boucenna    | OverDrive                |
| 3      | C1 Élite 1 | Tours Speedway | Eddie Cheever III    | Borja García         | Ander Vilariño       | TFT - Banco Santander    |
| 3      | C1 Élite 2 | Tours Speedway | Maxime Dumarey       | Denis Dupont         | Denis Dupont         | Marc VDS Racing Team     |
| 3      | C2 Élite 1 | Tours Speedway | Borja García         | Mathias Lauda        | Mathias Lauda        | DF1 Racing by B66        |
| 3      | C2 Élite 2 | Tours Speedway | Denis Dupont         | Maxime Dumarey       | Denis Dupont         | Marc VDS Racing Team     |
| 4      | C1 Élite 1 | Nürburgring    | Ander Vilariño       | Ander Vilariño       | Borja García         | Ford Autolix Competition |
| 4      | C1 Élite 2 | Nürburgring    | Thomas Ferrando      | Thomas Ferrando      | Thomas Ferrando      | Overdrive-Buffalo        |
| 4      | C2 Élite 1 | Nürburgring    | Ander Vilariño       | Bas Leinders         | Frédéric Gabillon    | Still Racing             |
| 4      | C2 Élite 2 | Nürburgring    | Thomas Ferrando      | Thomas Ferrando      | Thomas Ferrando      | Overdrive-Buffalo        |
| 5      | C1 Élite 1 | Umbria         | Eddie Cheever III    | Ander Vilariño       | Ander Vilariño       | TFT - Banco Santander    |
| 5      | C1 Élite 2 | Umbria         | Maxime Dumarey       | Maxime Dumarey       | Maxime Dumarey       | PK Carsport              |
| 5      | C2 Élite 1 | Umbria         | Ander Vilariño       | Eddie Cheever III    | Eddie Cheever III    | CAAL Racing              |
| 5      | C2 Élite 2 | Umbria         | Maxime Dumarey       | Maxime Dumarey       | Philipp Lietz        | Renauer Motorsport       |
| 6      | C1 Élite 1 | Le Mans        | Ander Vilariño       | Ander Vilariño       | Anthony Kumpen       | PK Carsport              |
| 6      | C1 Élite 2 | Le Mans        | Guillaume Rousseau   | Denis Dupont         | Guillaume Rousseau   | Bull Racing Team         |
| 6      | C2 Élite 1 | Le Mans        | Ander Vilariño       | Eddie Cheever III    | Eddie Cheever III    | CAAL Racing              |
| 6      | C2 Élite 2 | Le Mans        | Denis Dupont         | Denis Dupont         | Gabriele Gardel      | PK Carsport              |